# Amar Osim
Amar Osim (Sarajevo, 18 juli 1967) is een Bosnisch voormalig voetballer die als middenvelder speelde.

## Carrière
Osim begon zijn carrière in 1986 bij FK Željezničar Sarajevo en speelde tussen 1991 en 1996 voor SR Saint-Dié en AS Pierrots Vauban Strasbourg. In 1996 keerde Osim terug bij FK Željezničar Sarajevo. Osim beëindigde zijn spelersloopbaan in 1997.
In 2001 startte Osim zijn trainerscarrière bij zijn FK Željezničar Sarajevo. Met deze club werd hij in 2001 en 2002 kampioen van de Premijer Liga. In 2004 werd hij bij JEF United Chiba assistent-trainer, onder trainer Ivica Osim. In 2006 nam hij het roer over van de opgestapte Ivica Osim als trainer. In 2006 werd de J.League Cup gewonnen. Tussen 2009 en 2013 trainde hij FK Željezničar Sarajevo. Met deze club werd hij in 2010, 2012 en 2013 kampioen van de Premijer Liga.